# Federico Almerares
Federico Almerares (Mar del Plata, provincia de Buenos Aires, Argentina; 2 de mayo de 1985) es un exfutbolista argentino que se desempeñaba como delantero. Actualmente juega en el equipo senior del Club Atlético River Plate.

## Trayectoria
Convirtió una gran cantidad de goles en las divisiones inferiores de River Plate, donde empezó a jugar a los 13 años. Debutó en el primer equipo de River en 2003, sin llegar a obtener la titularidad. Firmó en por el FC Basel el 8 de agosto de 2008. También estuvieron interesados en sus servicios otros equipos europeos como Anderlecht y FK Austria Wien.

## Selección Juvenil
Participó de la Selección Nacional Sub-20, donde disputó varios partidos y tuvo la gran oportunidad de estar presente en el debut de Lionel Messi con la camiseta argentina, en el amistoso ante Paraguay en cancha de Argentinos Juniors. Ese día, el marplatense se anotó con dos goles y el rosarino con uno, en el categórico 8-0 del equipo de Hugo Tocalli.

## Clubes
| Club              | País      | Año         |
| ----------------- | --------- | ----------- |
| River Plate       | Argentina | 2003-2007   |
| FC Basel          | Suiza     | 2008-2010   |
| Neuchâtel Xamax   | Suiza     | 2011        |
| Belgrano          | Argentina | 2011-2012   |
| Atlético Tucumán  | Argentina | 2012-2013   |
| Sportivo Belgrano | Argentina | 2013        |
| Mushuc Runa       | Ecuador   | 2014        |
| Macará            | Ecuador   | 2014        |
| FC Schaffhausen   | Suiza     | 2014-2015   |
| Alvarado          | Argentina | 2016        |
| Ferro (GP)        | Argentina | 2016 - 2017 |
| Deportivo Maipú   | Argentina | 2017        |
| ASD Licata 1931   | Italia    | 2018 - 2019 |